# Π-Púpids
Els Π-Púpids (o pi-Púpids) són una pluja de meteors associada amb el cometa 26P/Grigg-Skjellerup. El flux de meteors és visible en dates properes al 23 d'abril, però només en els anys propers a la data del periheli del cometa primari; l'últim va ser el 2003. Tanmateix, com que el planeta Júpiter va pertorbar el periheli del cometa més enllà de l'òrbita de la Terra, no se sap quina serà la propera pluja d'estels.
Els Π-Púpids s'anomenen així, ja que sembla que els seus radiants se situen en la constel·lació de la Popa (Puppis), al voltant de l'ascensió recta de 112 graus i la declinació -45 graus. Això fa que només siguin visibles des de l'hemisferi sud. Des que es van descobrir al 1972 van observar-se cada 5 anys (a cada pas del periheli), però amb taxes horàries zenitals molt baixes.